# Gulpener
Gulpener (nome completo Gulpener Bierbrouwerij) è un'azienda olandese produttrice di birra fondata nel 1825 da Laurens Smeets nella località di Gulpen, nella provincia del Limburgo.

## Attività
La birra prodotta ha una forte identità locale legata al territorio in quanto le materie prime utilizzate provengono, per quanto possibile, da produttori locali.

## Birre

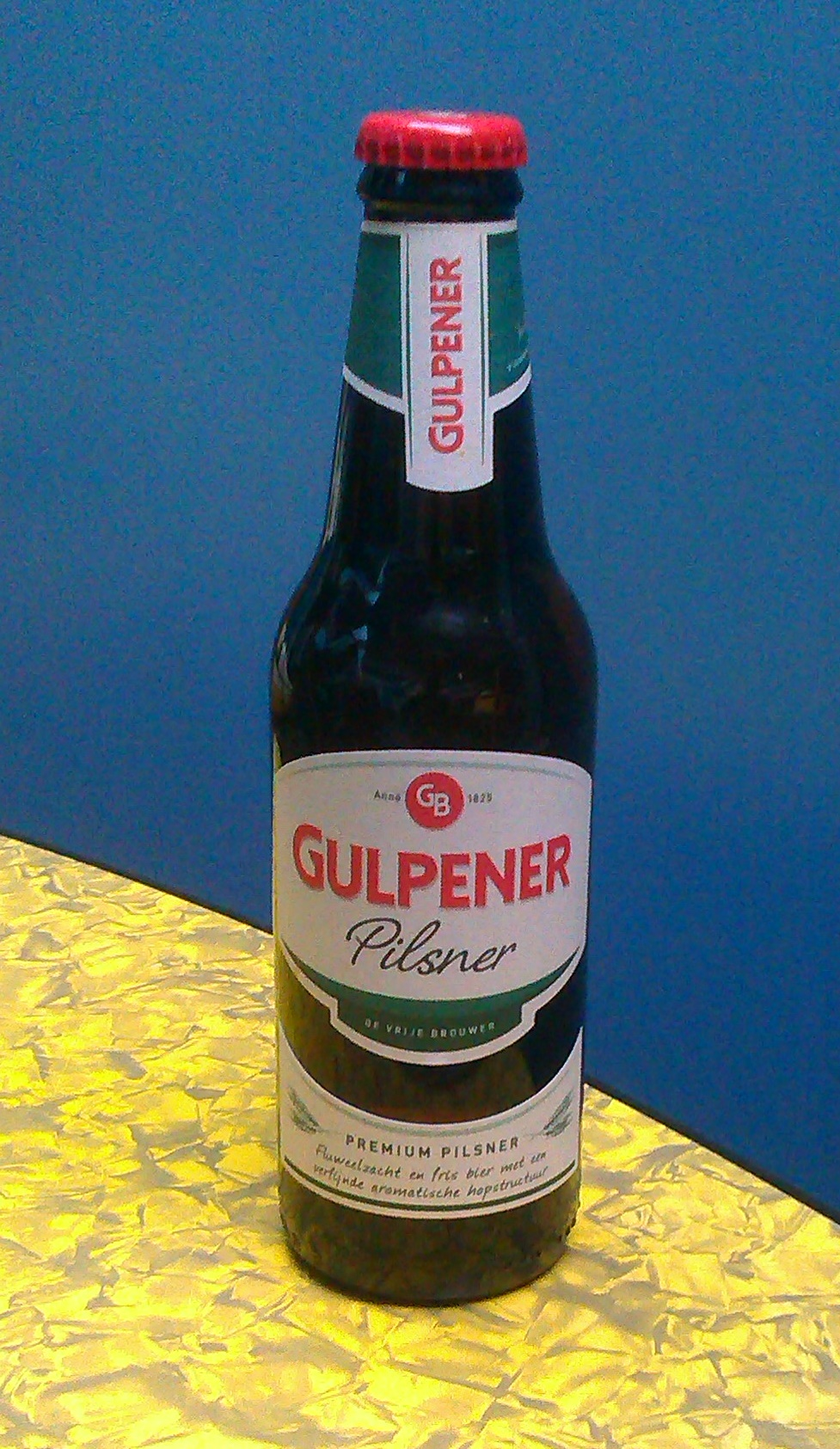
Gulpener Pilsner

Le birre prodotte sono le Pilsner, Château Neubourg Pilsner, Korenwolf, Dort, Oud Bruin, Lentebock, Herfstbock, Gladiator, Wintervrund, Sjoes, Puurzaam, Jaarling, Bier van Verse Hop, Plato 18.25, Mestreechs Aajt e le certificate biologiche Ur-Pilsner, Ur-Weizen e Ur-Hop.